# Melango
Melango (em latim: Melangus) foi um chefe tribal mouro do século VI. Ele aparece no final de 546 ou começo de 547, quando combateu com Antalas, outro chefe mouro, contra as tropas do Império Bizantino lideradas por João Troglita.